# Teoria pola ligandów
Teoria pola ligandów (TPL) – teoria opisująca mechanizm wiązania oraz aranżację i symetrię orbitali występujących w związkach koordynacyjnych. Stanowi ona jedną z wielu adaptacji szerszej teorii orbitali molekularnych, która jest użyteczna w opisie wiązań koordynacyjnych pomiędzy ligandami a atomem centralnym w związku kompleksowym. Jon metalu przejściowego ma dziewięć orbitali walencyjnych: pięć nd, jeden (n+1)s oraz trzy orbitale (n+1)p. Wymienione orbitale mają odpowiednia energię by tworzyć wiązania z ligandami. Analiza przeprowadzona przy użyciu TLP jest wysoce zależna od geometrii kompleksu, jednakże większość rozważań nad TPL rozpoczyna się od opisu kompleksów oktaedrycznych mających sześć ligandów.

## Historia
Teoria pola ligandów została rozwinięta na przełomie lat 30. i 40. XX wieku jako rozwinięcie teorii pola krystalicznego (TPK). W odróżnieniu od swojej poprzedniczki, tłumaczącej właściwości związków kompleksowych za pomocą oddziaływań elektrostatycznych pomiędzy orbitalami d jonu metalu i ligandami, TPL jest teorią kwantową. Stanowi ona połączenie TPK oraz powstającej w tamtych czasach teorii orbitali molekularnych.

## Wiązania σ

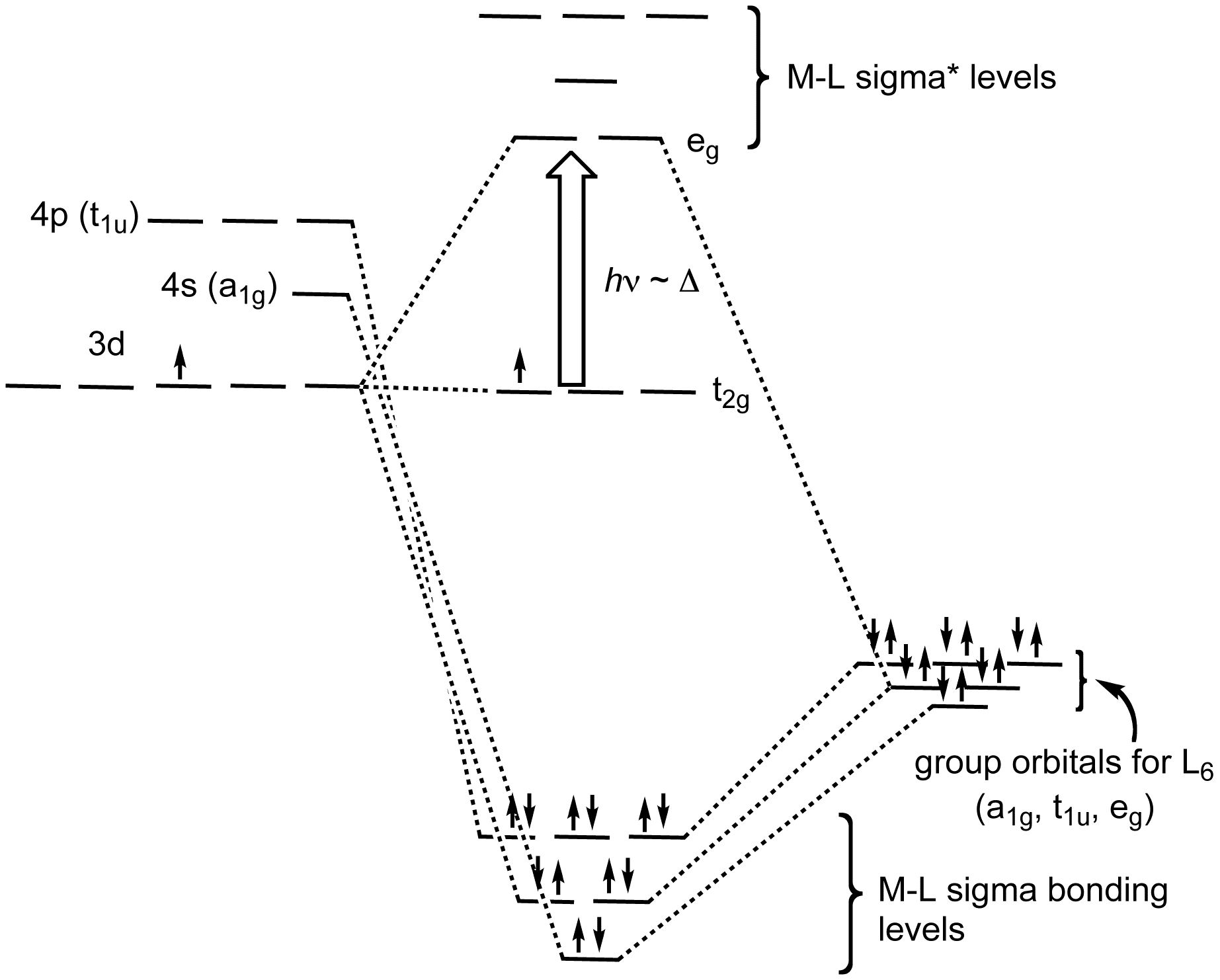
Schemat orbitali molekularnych σ dla kompleksu oktaedrycznego [Ti(H_{2}O)_{6}]^{3+}.

Orbitale molekularne tworzone przez proces koordynacji mogą zostać rozpatrzone jako efekt przekazania dwóch elektronów do orbitali d metalu przez każdy z σ-donorowych ligandów. W kompleksie oktaedrycznym ligandy ustawiają się (po przyłożeniu kartezjańskiego układu współrzędnych) wzdłuż każdej z osi współrzędnych. Dlatego też ich orbitale o symetrii σ tworzą orbitale wiążące i antywiążące z orbitalami atomowymi dz2 oraz dx2−y2. Orbitale dxy, dxz oraz dyz pozostają niewiążące. Ponadto możliwe jest występowanie słabych oddziaływań wiążących lub antywiążących z orbitalami s oraz p metalu.
W terminologii symetrii molekuł sześć wolnych par elektronowych ligandów (po każdej od jednego ligandu) formuje sześć adaptowanych kombinacji liniowych (SALC, z ang. symmetry adapted linear combination) funkcji falowych opisujących orbitale. Układy takie czasem nazywane są także orbitalami grupowymi ligandów (LGO, z ang. ligand group orbital). Reprezentacje nieprzywiedlne obejmowane przez ten układ to a1g, t1u oraz eg. Jon metalu także ma sześć orbitali walencyjnych mających swoje reprezentacje nieprzywiedlne – w przypadku orbitalu s są one oznaczane jako a1g, układ trzech orbitali nazywany jest t1u natomiast orbitale dz2 oraz dx2−y2 oznaczane są jako eg. Sześć wiążących orbitali molekularnych powstaje z liniowych kombinacji SALC ligandów i orbitali metalu o takiej samej symetrii.

## Wiązania π
Wiązania π w kompleksach oktaedrycznych realizowane są na dwa sposoby: poprzez dowolne niewiążące orbitale p ligandów lub przez orbitale molekularne π lub π* obecne w ligandach.
Orbitale p metalu zwykle biorą udział w tworzeniu wiązań σ. Nie mają one właściwej symetrii by nakładać się z orbitalami p, π lub π* ligandów. Dlatego też wiązania π tworzone są z odpowiednimi orbitalami d jonu metalu: dxy, dxz oraz dyz. Wymienione orbitale są traktowane jako niewiążące w przypadku formowania w kompleksie jedynie wiązań typu σ.
Jednym z najważniejszych typów wiązań występujących w kompleksach metali przejściowych jest wiązanie zwrotne. Powstaje ono gdy orbitale LUMO jednego z ligandów mają charakter antywiążący π*. Takie orbitale mają energię zbliżoną do orbitali dxy, dxz oraz dyz metalu, przez co możliwe jest ich nakładanie i uformowanie wiązania. Wspomniane orbitale antywiążące mają wyższą energię niż odpowiadające im orbitale w wiązaniach σ, dlatego też po przeniesieniu na nie elektronów z orbitali d wartość ΔO wzrasta, co przekłada się na wzrost siły wiązania pomiędzy ligandem a metalem. Z kolei obecność elektronów na orbitalach molekularnych π ligandów prowadzi do osłabienia siły wiązań π w obrębie ligandów.
Inną formą koordynacji ligandów poprzez wiązania π jest bezpośrednie wiązanie ligand-metal. Sytuacja taka jest możliwa w przypadku gdy orbitale ligandów o symetrii π są wypełnione przez elektrony. Nakładają się one wtedy z orbitalami dxy, dxz oraz dyz metalu i oddają im elektrony, efektem czego jest utworzenie orbitalu wiążącego o symetrii π pomiędzy jonem metalu a ligandem. Prowadzi to do wzmocnienia wiązania pomiędzy ligandem a metalem. Powstały w wyniku tego orbital antywiążący nie ma wyższej energii niż orbital antywiążący powstały poprzez uformowanie wiązania σ. Opisywany orbital jest wypełniony elektronami pochodzącymi z orbitali d metalu, stając się przez to HOMO związku koordynacyjnego. Dlatego też obserwuje się spadek wartości ΔO gdy dochodzi do formowania się wiązania π pomiędzy kationem metalu a ligandami.

## Kompleksy nisko- i wysokospinowe
Sześć wiążących orbitali molekularnych występujących w kompleksach oktaedrycznych jest wypełnionych przez elektrony ligandów natomiast elektrony metalu przejściowego z orbitali d zajmują orbitale niewiążące lub antywiążące. Różnica w energii pomiędzy orbitalem niewiążącym a antywiążącym dla kompleksu o geometrii oktaedru opisywana jest jako ΔO, jej wartość zależy od rodzaju oddziaływań orbitali π ligandów z orbitalami d jonu centralnego. Jak przedstawiono w poprzednim paragrafie ligandy π-donorowe prowadzą do spadku wartości ΔO i są nazywane ligandami słabego pola natomiast ligandy π-akceptorowe zwiększają wartość ΔO i nazywane są ligandami silnego pola. Ligandy nie uczestniczące w formowaniu wiązań π mogą mieć różnorodny wpływ na wartość ΔO.
Wartość ΔO ma znaczący wpływ na strukturę elektronową jonów metali o konfiguracjach d4 – d7.
W przypadku wymienionych konfiguracji niewiążące i antywiążące orbitale molekularne mogą zostać wypełnione na dwa sposoby: w pierwszym najpierw dochodzi do wypełnienia orbitali niewiążących, a dopiero później zapełniane są orbitale antywiążące. Tego rodzaju kompleksy, z uwagi na brak lub małą liczbę niesparowanych elektronów nazywa się kompleksami niskospinowymi. Jeżeli natomiast obserwuje się równomierne wypełnianie obu typów orbitali przez elektrony, to powstały kompleks nazywany jest kompleksem wysokospinowym z uwagi na dużą liczbę niesparowanych elektronów. Niska wartość ΔO może zostać przezwyciężona przez stabilizację energetyczną wynikłą z braku odpychania się parujących elektronów w kompleksach wysokospinowych. W przypadku wysokiej wartości ΔO energia parowania spinów staje się zaniedbywalnie mała w porównaniu do spadku energii wynikającego z formowania się stanów niskospinowych.
Spinowość cząsteczki ma wpływ na własności makroskopowe związku koordynacyjnego ponieważ obecność niesparowanych elektronów powoduje paramegnetyczność związku.

## Szereg spektrochemiczny
Doświadczalne pomiary spektroskopowe pozwalają na stworzenie empirycznych reguł pozwalających na oszacowanie wielkości przerwy energetycznej pomiędzy orbitalami niewiążącymi a antywiążącymi. Szereg spektrochemiczny stanowi listę ligandów ułożoną wedle wzrastającej wartości ΔO.
I−
 < Br−
 < S2−
 < SCN−
 < Cl−
 < NO−
3 < N−
3 < F−
 < OH−
 < C
2O2−
4 < H
2O < NCS−
 < [[acetonitryl|CH
3CN]] < py < NH
3 < en < 2,2'-bipirydyna < phen < NO−
2 < PPh
3 < CN−
 < CO